# علي متيرك
علي أحمد متيرك (15 يناير 1978 – 24 يوليو 2014) هو لاعب كرة قدم لبناني كان يلعب في مركز قلب الدفاع. مثل لبنان بين عامي 1998 و 2006.

## مسيرته الكروية
وُلد علي متيرك في تحويطة النهر، ونشأ في ضاحية برج البراجنة في بيروت.
بدأ متيرك مسيرته الكروية مع البرج، قبل أن ينتقل إلى التضامن صور، حيث فاز بكأس لبنان في 2001. انضم إلى أولمبيك بيروت عام 2002، وفاز بالثنائية المحلية (الدوري والكأس) عام 2003. وفاز بلقب الدوري مع الأنصار عام 2006. كما لعب مع العهد وشباب الساحل والخيول والحكمة.

## مسيرته الدولية
مثل متيرك لبنان في دورة الألعاب الآسيوية 1998.

## الوفاة
تُوفي علي متيرك في 24 يوليو 2014 إثر تعرّضه لصعقة كهربائية أودت بحياته عن عمر ناهز 36 عاما.

## الإنجازات
التضامن صور
- كأس لبنان: 2000–01

أولمبيك بيروت
- الدوري اللبناني الممتاز: 2002–03
- كأس لبنان: 2002–03

الأنصار
- الدوري اللبناني الممتاز: 2005–06

الإنجازات الفردية
- التشكيلة المثالية للدوري اللبناني الممتاز: 2005–06،[7] 2006–07[8]